# Велика Кадигробівка
Вели́ка Кадигробівка — село в Україні, у Валківській міській громаді Богодухівського району Харківської області. Населення становить 30 осіб. До 2020 орган місцевого самоврядування — Минківська сільська рада.

## Географія
Село Велика Кадигробівка знаходиться неподалік від витоку річки Грушева. За 1 км розташовані села Манили, Гребінники і Тугаївка.

## Історія
12 червня 2020 року, розпорядженням Кабінету Міністрів України № 725-р «Про визначення адміністративних центрів та затвердження територій територіальних громад Харківської області», увійшло до складу Валківської міської громади.
19 липня 2020 року, в результаті адміністративно-територіальної реформи та ліквідації Валківського району, селище увійшло до складу Богодухівського району.